# Гейризм
Гейризм (англ. Gairyism) — гренадский политический феномен, связанный с именем Эрика Гейри, главы правительства острова в 1967-1979 годах. Характеризовал идеологию и политический режим Объединённой лейбористской партии. Основывался на синтезе левого популизма с ультраправым национализмом, носил отпечаток личностных особенностей Гейри. В модифицированном виде продолжается в традиции современных гренадских лейбористов.

## Идеи и методы
В 1950 году 28-летний профсоюзный активист-харизматик Эрик Гейри создал Объединённую лейбористскую партию Гренады (GULP).

Началась легендарная политическая карьера, известная как гренадский «гейризм».

Радикальная идеология гейризма означала разрыв с умеренно-компромиссной традицией прежнего лидера гренадского национального движения Теофилуса Марришоу. Выдвигались лозунги достижения независимости и социального переустройства. Партия Гейри повела активную агитацию и организационную работу в социальных низах Гренады, особенно среди сельской бедноты. GULP быстро приобрела массовую популярность. Радикальная популистская риторика совмещалась с акциями прямого действия. Эта склонность проявилась в 1951 году, во время всеобщей забастовки и массовых беспорядков, из-за многочисленных поджогов получивших название Red Sky — Красное небо.

Однажды Гейри привёл группу работников в отель, где они потребовали подать им еду. Он призывал домашних слуг к восстанию против режима, требовавшего работать по 15 часов в день. Они любили его.

Историк Гордон Льюис писал: «В то время, как респектабельный Сент-Джорджес содрогался, сельские массы аплодировали каждому хамству Гейри, безвкусному тщеславию его выступлений, использованию секретарей для силового антуража вместо канцелярской деятельности, его вычурной демонстрации собственного достоинства».

В 1961 году GULP впервые сформировала правительство, в котором Гейри до 1962 занимал пост главного министра. После пяти лет пребывания в оппозиции гейристы вновь пришли к власти в 1967. В 1974 году была провозглашена независимость Гренады под властью гейризма.

## Гейристский режим
Характеризующими признаками гейризма как политического режима являлись:
- авторитарное правление Эрика Гейри как главы правительства, наделённого мессианским ресурсом[5]
- персонификация власти, прямое обращение Гейри к массам, ставка на личную популярность как гарантию стабильности режима
- полицейские преследования и террористическое подавление оппозиции парамилитарными формированиями
- выраженный антикоммунизм, особенно во внешней политике
- «социальные лифты» через правящую партию, проправительственные профсоюзы, парамилитарную Банду мангустов
- стимулирование предпринимательской активности, в том числе «теневой», особенно на селе в производстве экспортных культур; приоритетное привлечение иностранных инвестиций
- националистическая и социально-популистская риторика
- эпатажный стиль, типа заявлений Гейри о его контактах с НЛО

Важной особенностью гейризма являлось совмещение традиционных лейбористских установок с ультраправыми и каудильистскими принципами.
Диктатура Гейри порождала активную оппозицию, вплоть до готовности «бороться против гейризма в одиночку, даже ценой мученичества». Была предпринята попытка объединения против правительства противоположных политических сил — консервативной Национальной партии Гренады Герберта Блейза и марксистского Нового движения ДЖУЭЛ Мориса Бишопа. Однако власти сумели подавить эту активность.

## После власти
К концу 1970-х усугубились экономические трудности и обострился социально-политический кризис. В марте 1979 года режим Гейри был свергнут переворотом Нового движения ДЖУЭЛ. Смена власти была поддержана многими гренадцами, безотносительно к идеологии и политической ориентации. Однако вскоре политика марксистского правительства стала вызывать широкое недовольство в стране.
В октябре 1983 американская интервенция свергла режим Нового движения ДЖУЭЛ. Выяснилось, что Эрик Гейри и его партия сохранили серьёзную популярность на острове, особенно в сельской местности. Чтобы предотвратить реставрацию гейризма, правоцентристские силы при содействии США создали Новую национальную партию (NNP). На выборах 1984 года NNP Герберта Блейза получила 58 % голосов, GULP Эрика Гейри — 36 %. С тех пор влияние GULP неуклонно снижалось, партия оставалась в оппозиции, а с 2003 года потеряла представительство в парламенте.
Гренадские лейбористы прошли значительную эволюцию, дистанцировались от периода диктатуры и произвола. Однако фигура и наследие Дядюшки Гейри остаются важными элементами политико-идеологической традиции GULP.

Мы всегда должны помнить о сражениях, которые вёл Эрик Мэтью Гейри и его молодые соратники-рабочие — наши дедушки и бабушки — за освобождение от плантационного ига, от социальной и расовой дискриминации.